# LANTERN JAM TIMES
『LANTERN JAM TIMES』（ランタンジャムタイムス）はFM802で2021年4月3日から2022年3月26日まで放送されていたラジオのトーク番組。
本項では、レギュラー放送終了後となる2022年5月3日と2023年5月14日に放送された特別放送も併せて記述する。

## 概要
この番組では、2021年4月から2022年3月までの1年間の期間限定でOfficial髭男dismのメンバーがいろんな組み合わせで登場してトークを繰り広げるが、第1回である2021年4月3日にはメンバー全員が生放送で登場した。
メンバーであるボーカルの藤原聡は2018年10月から1年間にわたって、FM802で「MUSIC FREAKS」のDJを担当していた。その為、Official髭男dismは、今回の起用について「思い出深いFM802でバンドとしての番組を持たせていただけることを、とてもうれしく思っています。リスナーの皆さんと素敵な時間を過ごせたらなと思っています。毎週土曜日、ラジオの前でお会いしましょう!」と意気込みを示した。
X（旧Twitter）の番組公式ハッシュタグは「#LJT802」。
1年間のレギュラー放送終了後、2022年5月3日に「FM802 HOLIDAY SPECIAL」として「LANTERN JAM TIMES SPIN OFF」が、2023年5月14日に802 BINTANG GARDEN内にて「LANTERN JAM TIMES ～Return 2 Radio～」が放送された。

## 放送時間
- 毎週土曜日 21:00 - 22:00

## パーソナリティ
- Official髭男dism

## コーナー
- 髭電TIME

リスナーに直接電話を繋いでトークするコーナー。
- 格言のコーナー

その日の放送を締めくくる格言を発表するコーナー。

## SPIN OFF
1年間のレギュラー放送終了後、FM802 HOLIDAY SPECIALとして『LANTERN JAM TIMES SPIN OFF』（ランタンジャムタイムス スピンオフ）を2022年5月3日18:00 - 21:00の3時間の生放送を行った。
レギュラー放送に行ったコーナーを行った他、直近に行われた初のアリーナツアーの感想や新曲「ミックスナッツ」の制作秘話をトークする放送内容となっている。

### 放送時間 (SPIN OFF)
- 2022年5月3日 18:00 - 21:00

### DJ (SPIN OFF)
- Official髭男dism

### 出演 (SPIN OFF)
- 樋口大喜

Mixed 802のコーナーで回したルーレットで決まった指名で出演。

## Return 2 Radio
1年間のレギュラー放送と2022年5月3日の特別放送を経て、2023年5月14日に『LANTERN JAM TIMES ～Return 2 Radio～ 』（ランタンジャムタイムス リターン ツー ラジオ）のタイトルで802 BINTANG GARDEN内にて放送を行った。DJはOfficial髭男dismの楢﨑誠と松浦匡希 。特別放送後の1年間を振り返りながらトークする放送内容となっている。

### 放送時間 (Return 2 Radio)
- 2023年5月14日 21:00 -22:00

802 BINTANG GARDEN内にて放送

### DJ (Return 2 Radio)
- 楢﨑誠 (Official髭男dism)
- 松浦匡希 (Official髭男dism)